# Combined DNA index system
Pour les articles homonymes, voir Codis (homonymie).

CODIS de l'anglais Combined DNA Index System, est une banque de données qui répertorie les profils ADN. Le CODIS existe dans plusieurs pays [réf. nécessaire] mais l'utilisation des profils ADN est réglementée de différentes façon selon les États.

## Base CODIS du FBI
Aux États-Unis les limitations sont moins fortes que dans l'Union européenne. Officiellement créée par le DNA Identification Act de 1994 et active depuis 1998, l'application CODIS, gérée par le FBI, a en fait démarré en 1990, avec un programme expérimental testé dans quatorze États. Elle est depuis utilisée par le FBI, les cinquante États fédérés, ainsi que l'armée.
La base Codis comportait en 2008 plus de 5,9 millions de profils, ce qui en fait la base la plus importante au monde ; l'année suivante, elle comportait le profil de 6,6 millions de personnes. En 2004, elle n'incluait encore que 1,5 million de profils. Elle a été gérée par Thomas F. Callaghan. Le FBI ne conserve pas seulement l'empreinte génétique, mais l'échantillon ADN original, permettant ensuite, de facto, des recherches familiales.
À l'origine, seules les personnes condamnées pour des crimes graves (homicide, viol, etc.) étaient fichées . Un amendement de 2004 a permis le fichage de toute personne condamnée pour crime (felony), et a permis aux États fédérés de transmettre les données génétiques de leurs propres bases, pouvant concerner des personnes condamnées pour des délits (misdemeanor) ou simplement arrêtées et formellement accusées d'avoir commis un crime. En 2006, un nouvel amendement a permis aux autorités locales de transmettre au système national les données sur des personnes simplement arrêtées en relation avec un crime, avant toute mise en examen effective. L'application Codis fait appel aussi bien aux bases locales (Local DNA Index System, LDIS) et étatiques (State DNA Index System, SDIS) qu'aux bases fédérales (National DNA Index System, NDIS),. Chaque État décide quelles catégories de personnes sont fichées dans au moins deux des index. En outre, elle utilise pour ce faire des catégories « raciales », suscitant des débats concernant les possibilités de discrimination raciale qu'une telle application permet.
En 2004, la Cour d'appel des États-Unis pour le neuvième circuit a jugé, dans United States vs. Kincade, que le prélèvement contraint de l'ADN des personnes en libération conditionnelle (parole) ne contrevenait pas au 4e amendement de la Constitution. Refuser un tel prélèvement équivaut à un délit (misdemeanor).
Depuis 2008, le FBI recueille l'échantillon ADN de toute personne arrêtée, et non pas uniquement des personnes condamnées pour crime, suivant en cela l'exemple californien (Proposition 69) et les diverses Katie's Law promulguées.
L'identification génétique utilise la technique dite de Short tandem repeat (en).
Outre le FBI, la Border Patrol et l'Internal Revenue Service prélèvent aussi des échantillons ADN. À la suite de la nouvelle politique adoptée par le gouvernement fédéral en 2008 concernant les personnes simplement arrêtées, 1,2 million de personnes pourrait être ajouté chaque année à cette base nationale, dont 140 000 personnes arrêtées et soupçonnées d'avoir commis un crime fédéral, la majorité des personnes restantes étant des sans-papiers.